# Wielki Szlak Bajkalski
Wielki Szlak Bajkalski (ros. Большая Байкальская тропа - Bolszaja Bajkalskaja tropa) - projekt stworzenia szlaku turystycznego wokół Bajkału na Syberii w Rosji o całkowitej długości około 1800 km. Chociaż idea takiego szlaku powstała w latach 70., prace zaczęły się dopiero w 2003 z pomocą ochotników z całego świata. Celem jest rozwój ekoturystyki w regionie, jako alternatywy do rozwoju przemysłowego najstarszego i najgłębszego jeziora świata. Wielki Szlak Bajkalski nie jest jeszcze ukończony, ale pierwsze odcinki można już bezpiecznie przechodzić, jak na przykład nadbrzeżny szlak wzdłuż jeziora Frolicha. Po skończeniu będzie łączyć trzy parki narodowe i trzy rezerwaty. Każdego roku organizuje się aż do 25 obozów ochotniczych, podczas których międzynarodowi uczestnicy pracują razem z miejscowymi (oficjalnymi językami w obozach są rosyjski i angielski), by przyczynić się do skończenia szlaku.
Obozy mają miejsce na brzegach Bajkału, w dziewiczym pustkowiu. Oprócz budowania szlaku, prowadzone są także obozy edukacyjne i „pracy społecznej”, na przykład takie, gdzie ochotnicy pracują z miejscowymi niepełnosprawnymi dziećmi.